# Petronella Burgerhof
Petronella Burgerhof (La Haya; 6 de diciembre de 1908-ibídem, 15 de septiembre de 1991) fue una gimnasta artística neerlandesa, campeona olímpica en Ámsterdam 1928 en el concurso por equipos.

## Carrera deportiva
En las Olimpiadas celebradas en Ámsterdam en 1928 gana medalla de oro en el concurso por equipos, por delante de las italianas y las británicas, siendo sus compañeras de equipo las gimnastas: Estella Agsteribbe, Alida van den Bos, Jacomina van den Berg, Elka de Levie, Helena Nordheim, Ans Polak, Petronella van Randwijk, Hendrika van Rumt, Jud Simons, Jacoba Stelma y Anna van der Vegt.